# پایش وضعیت
در نگهداری و تعمیرات پایش وضعیت یا مراقبت وضعیت به مجموعه اعمالی می‌گویند که با پایش وضعیت ماشین و بررسی تغییرات آن در طول زمان براساس پارامترهایی مانند ارتعاشات، صدا، عملکرد، روانکاری، دما وضعیت ماشین را تعیین می‌کند. پایش وضعیت یکی از اجزای اصلی نگهداری پیش‌بینانه می‌باشد.

- 'Predictive maintenance'

نگهداری پیش بینانه یا تعمیرات پیشگویانه که در چند دهه اخیر بیشترین کاربرد را در روش‌های تعمیراتی در کشورهای پیشرفته داشته‌است. در این روش وضعیت ماشین آلات را بررسی می‌کنند و آن‌ها را در فواصل زمانی مشخصی بازدید می‌کنند که البته این فواصل زمانی به اهمیت تجهیز بستگی دارد که در ادامه به شرح آن می‌پردازیم. وضعیت دستگاه در بازدیدهای دوره‌ای ثبت و پایش می‌شود و در صورت مشاهده هر نوع خرابی سرعت رشد آن را تحت نظر قرار می‌دهند؛ و در زمانی قبل از تخریب دستگاه آن را از سرویس خارج و به تعمیر همان قسمت معیوب که از قبل تعیین شده بود می‌پردازند. باید توجه داشته باشید که با توجه به اینکه از قبل اشکال دستگاه مشخص و مورد پایش قرار گرفته از پیش آمادگی خراب شدن یک قسمت خاص تجهیز را داریم و در نتیجه می‌توانیم پیش از، از کار افتادن ماشین به دنبال تهیه لوازم جانبی مورد نیاز جهت تعمیر ماشین باشیم. با توجه به اینکه قبل از توقف ناخواسته دستگاه خودمان دستگاه را از سرویس خارج می‌کنیم در نتیجه خسارات و هزینه‌های ناشی از توقف ناخواسته دستگاه از بین می‌رود و ضمناً با اینکار از خراب شدن دیگر قسمت‌های تجهیز جلوگیری می‌شود.

## روش‌ها
- آنالیز روغن و ذرات سایشی: در این روش روغن و ذرات موجود در روغن پارامترهایی هستند که پایش می‌شوند. می‌توان این روش را مشابه آزمایش خون دانست که پزشکان به این طریق به وضعیت سلامتی انسان پی می‌برند. به همین ترتیب در این روش با آزمایش روغن می‌توان وضعیت روغن را که نقشی حیاتی برای بسیاری از ماشین‌آلات دارد را زیر نظر داشت. همچنین از جنس و شکل ذرات موجود در روغن می‌توان به عیب و علت ایجاد آن پی برد. به‌طور مثال ذرات ایجاد شده در اثر خوردگی و سایش دارای شکل‌هایی متفاوت می‌باشند.
- پایش ارتعاشات: در این روش ارتعاشات ماشین اندازه‌گیری شده و بر اساس آن وضعیت دستگاه سنجیده می‌شود و در صورت وجود عیب می‌توان عیب را تشخیص داد. این روش بیشتر برای ماشین‌آلات دوار بکار می‌رود. در این روش ما به تحلیل اسپتکرام فرکانسی و سیگنال زمانی می‌پردازیم اندازه‌گیری ارتعاشات به وسیله سنسورهای جابه جایی، سرعت و شتاب صورت می‌گیرد. اختلاف زیادی در استفاده از سنسورها وجود دارددر شکل عام دراندازه‌گیری فرکانس‌های زیر۲۰ هرتز و اندازه‌گیری حرکت نسبی از سنسور جابه جایی در اندازه‌گیری فرکانس بین ۲۰ تا ۲۰۰۰ هرتز از سنسور سرعت و در اندازه‌گیری فرکانس بالای ۲۰۰۰ هرتز از سنسور شتاب می‌توان استفاده کرد. البته شتاب سنج‌ها در محدوده وسیعی از فرکانس‌ها خطی عمل می‌کنند. این محدوده خطی تابعی از فرکانس طبیعی سنسور می‌باشد
- پایش صدا: بررسی یک تجهیز دوار ازنظرصدا یا فشار صوتی که به وسیلهٔ یک میکروفن حساس صورت می‌گیرد
- ترموگرافی: یکی از روش‌های پایش وضعیت که بر اساس پایش دمای تجهیز دوار می‌باشد مانند هات اسپات‌های یک کوره